# Эрсекский клад
Эрсекский клад был обнаружен во время Второй мировой войны солдатами Вермахта недалеко от Эрсеке, Албания.
Предметы клада датируются 7-8 веками и аналогичны предметам из клада Врап. Приписываемый владельцами клада аварам или византийцам, он связан с поселившимися в этом районе протоболгарами Кубера, тем более что есть недостроенные предметы, в разработке.